# ماتیک (فیلم)
«ماتیک» (انگلیسی: Lipstick (film)) فیلمی در ژانر تجاوز و انتقام به کارگردانی لمانت جانسون است که در سال ۱۹۷۶ به نمایش درآمد.

## چکیده داستان
کریس مک کورمیک مانکن خوشگل و زیبا در لس آنجلس شاغل است و با خواهر کوچکش کتی در آپارتمان بزرگی زندگی می‌کند. او با وجود کارهای وقت گیرش موافقت می‌کند با گوردون استوارت، مربی موسیقی خواهرش که می‌خواهد برخی از آهنگهای ساخت خودش را برای او بنوازد، دیدار کند. کریس که از نحوه پذیراییش ناامید شده است (گفتگوی آنها به‌طور مداوم با تماس‌های تلفنی قطع می‌شود)، تصمیم می‌گیرد با او درگیر شود. استوارت پس از کتک زدن کریس، به او تجاوز می‌کند.
کریس تصمیم می‌گیرد از مهاجم خود شکایت کند. با وجود استدلال عالی کارلا بوندی، دادستان کل، استوارت بی گناه تشخیص داده شده، آزاد می‌شود. بعدها استوارت به کتی حمله می‌کند و در زیرزمین یک مرکز خرید بزرگ تقریباً متروک به او تجاوز می‌کند. کریس وقتی از این موضوع باخبر می‌شود، اسلحه اش را برمی‌دارد و در پارکینگ مرکز خرید به مهاجمش شلیک می‌کند. کریس هم در محاکمه خود بیگناه تشخیص داده می‌شود.

## بازیگران
- مارگو همینگوی
- کریس ساراندون
- ماریل همینگوی
- آن بنکرافت
- جان بنت پری
- پری کینگ